# Saxifraga blatii
Saxifraga blatii är en stenbräckeväxtart som beskrevs av Mateo, Fabado och C.Torres. Saxifraga blatii ingår i Bräckesläktet som ingår i familjen stenbräckeväxter. Inga underarter finns listade i Catalogue of Life.